# Dudley „Red“ Garrett Memorial Award
Dudley „Red“ Garrett Memorial Award je každoročně udělovaná trofej v American Hockey League, kterou získává nejlepší nováček uplynulé sezony.  O držiteli trofeje hlasují hráči a novináři. Trofej nese jméno Dudley Garretta, který hrál v AHL než narukoval do druhé světové války, kde padl.
V roce 1997 se z trofeje radoval český útočník Jaroslav Svejkovský

## Vítězové
| Dudley „Red“ Garrett Memorial Award - (nejlepší nováček AHL) |                              |                                       |
| Sezóna                                                       | Hráč                         | Tým                                   |
| 2024/25                                                      | Justin Hryckowian            | Texas Stars                           |
| 2023/24                                                      | Logan Stankoven              | Texas Stars                           |
| 2022/23                                                      | Tye Kartye                   | Coachella Valley Firebirds            |
| 2021/22                                                      | Jack Quinn                   | Rochester Americans                   |
| 2020/21                                                      | Riley Damiani                | Texas Stars                           |
| 2019/20                                                      | Josh Norris                  | Belleville Senators                   |
| 2018/19                                                      | Alex Barre-Boulet            | Syracuse Crunch                       |
| 2017/18                                                      | Mason Appleton               | Manitoba Moose                        |
| 2016/17                                                      | Daniel O’Regan               | San Jose Barracuda                    |
| 2015/16                                                      | Mikko Rantanen Frank Vatrano | San Antonio Rampage Providence Bruins |
| 2014/15                                                      | Matt Murray                  | Wilkes-Barre/Scranton Penguins        |
| 2013/14                                                      | Curtis McKenzie              | Texas Stars                           |
| 2012/13                                                      | Tyler Toffoli                | Manchester Monarchs                   |
| 2011/12                                                      | Cory Conacher                | Norfolk Admirals                      |
| 2010/11                                                      | Luke Adam                    | Portland Pirates                      |
| 2009/10                                                      | Tyler Ennis                  | Portland Pirates                      |
| 2008/09                                                      | Nathan Gerbe                 | Portland Pirates                      |
| 2007/08                                                      | Teddy Purcell                | Manchester Monarchs                   |
| 2006/07                                                      | Brett Sterling               | Chicago Wolves                        |
| 2005/06                                                      | Patrick O’Sullivan           | Houston Aeros                         |
| 2004/05                                                      | Rene Bourque                 | Norfolk Admirals                      |
| 2003/04                                                      | Wade Dubielewicz             | Bridgeport Sound Tigers               |
| 2002/03                                                      | Darren Haydar                | Milwaukee Admirals                    |
| 2001/02                                                      | Tyler Arnason                | Norfolk Admirals                      |
| 2000/01                                                      | Ryan Kraft                   | Kentucky Thoroughblades               |
| 1999/00                                                      | Mika Noronen                 | Rochester Americans                   |
| 1998/99                                                      | Shane Willis                 | Beast of New Haven                    |
| 1997/98                                                      | Daniel Brière                | Springfield Falcons                   |
| 1996/97                                                      | Jaroslav Svejkovský          | Portland Pirates                      |
| 1995/96                                                      | Darcy Tucker                 | Fredericton Canadiens                 |
| 1994/95                                                      | Jim Carey                    | Portland Pirates                      |
| 1993/94                                                      | Rene Corbet                  | Cornwall Aces                         |
| 1992/93                                                      | Corey Hirsch                 | Binghamton Rangers                    |
| 1991/92                                                      | Felix Potvin                 | St. John's Maple Leafs                |
| 1990/91                                                      | Patrick Lebeau               | Fredericton Canadiens                 |
| 1989/90                                                      | Donald Audette               | Rochester Americans                   |
| 1988/89                                                      | Stephan Lebeau               | Sherbrooke Canadiens                  |
| 1987/88                                                      | Mike Richard                 | Binghamton Whalers                    |
| 1986/87                                                      | Brett Hull                   | Moncton Golden Flames                 |
| 1985/86                                                      | Ron Hextall                  | Hershey Bears                         |
| 1984/85                                                      | Steve Thomas                 | St. Catharines Saints                 |
| 1983/84                                                      | Claude Verret                | Rochester Americans                   |
| 1982/83                                                      | Mitch Lamoureux              | Baltimore Skipjacks                   |
| 1981/82                                                      | Bob Sullivan                 | Binghamton Whalers                    |
| 1980/81                                                      | Pelle Lindbergh              | Maine Mariners                        |
| 1979/80                                                      | Darryl Sutter                | New Brunswick Hawks                   |
| 1978/79                                                      | Mike Meeker                  | Binghamton Dusters                    |
| 1977/78                                                      | Norm Dupont                  | Nova Scotia Voyageurs                 |
| 1976/77                                                      | Rod Schutt                   | Nova Scotia Voyageurs                 |
| 1975/76                                                      | Greg Holst Pierre Mondou     | Providence Reds Nova Scotia Voyageurs |
| 1974/75                                                      | Jerry Holland                | Providence Reds                       |
| 1973/74                                                      | Rick Middleton               | Providence Reds                       |
| 1972/73                                                      | Ron Anderson                 | Boston Braves                         |
| 1971/72                                                      | Terry Caffery                | Cleveland Barons                      |
| 1970/71                                                      | Fred Speck                   | Baltimore Clippers                    |
| 1969/70                                                      | Jude Drouin                  | Montreal Voyageurs                    |
| 1968/69                                                      | Ron Ward                     | Rochester Americans                   |
| 1967/68                                                      | Gerry Desjardins             | Cleveland Barons                      |
| 1966/67                                                      | Bob Rivard                   | Quebec Aces                           |
| 1965/66                                                      | Mike Walton                  | Rochester Americans                   |
| 1964/65                                                      | Ray Cullen                   | Buffalo Bisons                        |
| 1963/64                                                      | Roger Crozier                | Pittsburgh Hornets                    |
| 1962/63                                                      | Doug Robinson                | Buffalo Bisons                        |
| 1961/62                                                      | Les Binkley                  | Cleveland Barons                      |
| 1960/61                                                      | Chico Maki                   | Buffalo Bisons                        |
| 1959/60                                                      | Stan Baluik                  | Providence Reds                       |
| 1958/59                                                      | Bill Hicke                   | Rochester Americans                   |
| 1957/58                                                      | Bill Sweeney                 | Providence Reds                       |
| 1956/57                                                      | Boris Elik                   | Cleveland Barons                      |
| 1955/56                                                      | Bruce Cline                  | Providence Reds                       |
| 1954/55                                                      | Jimmy Anderson               | Springfield Indians                   |
| 1953/54                                                      | Don Marshall                 | Buffalo Bisons                        |
| 1952/53                                                      | Guyle Fielder                | St. Louis Flyers                      |
| 1951/52                                                      | Earl Reibel                  | Indianapolis Capitals                 |
| 1950/51                                                      | Wally Hergesheimer           | Cleveland Barons                      |
| 1949/50                                                      | Paul Meger                   | Buffalo Bisons                        |
| 1948/49                                                      | Terry Sawchuk                | Indianapolis Capitals                 |
| 1947/48                                                      | Bob Solinger                 | Cleveland Barons                      |